# UnChild
Albums de SawanoHiroyuki[nZk]
o1
(2015)
Albums par Aimer
Midnight Sun
(2014) DAWN
(2015)
UnChild est la première collaboration entre le compositeur Hiroyuki Sawano et la chanteuse Aimer sous le nom de projet SawanoHiroyuki[nZk]:Aimer. L'album est sorti le 25 juin 2014 sous le label DefSTAR RECORDS en une régulière et une limitée qui a été emballée avec des artworks de Mobile Suit Gundam Unicorn,. Cet album contient 12 morceaux de musique, dont la plupart sont soit des reprises en anglais soit des réarrangements de différentes chansons thèmes utilisées dans l'anime Mobile Suit Gundam Unicorn. Pour la semaine du 7 juillet 2014 sur le classement hebdomadaire des albums de l'Oricon, UnChild a culminé à la 10e place et resté classé pendant 10 semaines. Durant la même semaine, l'album a également débuté à la 10e place  du JAPAN Top Album de Billboard.

## Liste des pistes
Toute la musique est composée par Hiroyuki Sawano.
| 1.    | UnChild                           |                        | 2:56 |
| 2.    | StarRingChild (-English ver.-)    | cAnON.                 | 5:02 |
| 3.    | A LETTER                          | mpi                    | 4:28 |
| 4.    | Destiny                           | Benjamin Anderson, mpi | 3:51 |
| 5.    | But still…                        | cAnON.                 | 4:41 |
| 6.    | Just say good bye                 | Benjamin Anderson, mpi | 4:55 |
| 7.    | Next 2 U                          | cAnON.                 | 4:05 |
| 8.    | bL∞dy f8                          | cAnON.                 | 4:48 |
| 9.    | REMIND YOU                        | mpi                    | 5:54 |
| 10.   | EGO                               | mpi                    | 3:56 |
| 11.   | Because we are tiny in this world | Benjamin Anderson, mpi | 4:25 |
| 12.   | RE:I AM (-English ver.-)          | Benjamin Anderson, mpi | 5:47 |
| 53:48 |                                   |                        |      |

## Crédits de production
| Production - SawanoHiroyuki[nZk] - Producteur - Yasushi Horiguchi - Direction - Shunsuke Muramatsu - Réalisation artistique - Daisuke Katsurada - Réalisation artistique - Shunichi Kishimoto - Réalisation artistique - Mitsunori Aizawa - Ingénieur du son - Sho Suzuki - Ingénieur adjoint - Kazuaki Takanoshi - Ingénieur adjoint - Chika Matsuda - Ingénieure adjointe - Yasuhiro Nakashima - Ingénieur adjoint - Yuji Chinone - Mastering - Yuko Kawai - Arrangement vocal - D[di:] - Pochette - Ai Nonaka - Direction artistique et design - Takeshi Matsuda - Directeur de la photographie - Arata Katō - Photographe - Sumire Hayakawa - Styliste - Aya Murakami - Coiffure et maquillage | Chant - Aimer Musiciens supplémentaires - Yu “Masshoi” Yamauchi - Batterie - Yasuo Sano - Batterie - Toshino Tanabe - Basse - Tetsuro Toyama - Guitare électrique, guitare - Hiroshi Iimuro - Guitare - Masashi Tsubakimoto - Guitare - Daisensei Muroya Strings - Cordes - Yuko Kawai, cAnON., Akiko Shimodoi, Hiroyuki Sawano, mpi, Ai Inoue, Hikaru, Sen, Melo-J, yassh!! - Chœur - Hiroyuki Sawano - Piano, clavier et autres |